# Christina Pastor
Christina Pastor Rojas (León, Guanajuato; 16 de julio de 1980) es una actriz mexicana de televisión, conocida por sus apariciones en telenovelas.

## Personal
Nacida el 16 de julio de 1980 en León, Guanajuato, México, comenzó su carrera como actriz tras estudiar en el Centro de Educación Artística de Televisa. El 23 de agosto del 2015 contrajo matrimonio con el músico Antonio Gandía.

## Filmografía

### Telenovelas
- Qué pobres tan ricos (2013-2014) - Alicia
- Por ella soy Eva (2012) - Antonia Reyes
- Zacatillo, un lugar en tu corazón (2010) - Sara Villegas
- Sortilegio (2009) - Mary
- Las tontas no van al cielo (2008) - Lourdes "Lulú" Robledo
- Al diablo con los guapos (2007-2008) - Lourdes
- Alborada (2005-2006) - Eloísa Iturralde
- Corazones al límite (2004) - Olga Casarreal
- Amigas y rivales (2001) - Irene

### Cine
- Corazón de melón (2003) - Rosa Moscoso (personaje principal)

### Series de TV
- Desde Gayola (2003-2004) - La Gorda Sansores
- Mocosos Latosos (2010) - La diosa del IMO
- Gossip Girl Acapulco (2013) - Dora